# عبد الرحمن بن هرمز
عبد الرحمن بن هرمز الأعرج (المتوفي سنة 117 هـ) تابعي ومقرئ ولغوي مدني، وأحد رواة الحديث النبوي.

## سيرته
ولد أبو داود عبد الرحمن بن هرمز بالمدينة المنورة، وهو مولى لمحمد بن ربيعة بن الحارث بن عبد المطلب بن هاشم، وقيل مولى ربيعة بن الحارث بن عبد المطلب، وقيل ولاؤه لبني مخزوم. سمع ابن هرمز من بعض الصحابة الذين أدركهم في المدينة، وأكثر في رواية الحديث النبوي عنهم. كما حفظ القرآن، وعرضه على أبي هريرة وعبد الله بن عباس وعبد الله بن عياش بن أبي ربيعة. وقد جوّد ابن هرمز القرآن، وعلّمه، وقرأه عليه نافع بن أبي نعيم المدني. كما كان ابن هرمز يكتب المصاحف. إضافة إلى ذلك كان ابن هرمز من علماء اللغة العربية التي أخذ علمها عن أبي الأسود الدؤلي، وكذلك كان ابن هرمز من أعلم الناس بنسب قريش.
سافر عبد الرحمن بن هرمز في آخر عمره إلى مصر، ومات مرابطًا بالإسكندرية سنة 117 هـ، وقد جاوز عمره الثمانين. وكان يعاني من العرج.

## روايته للحديث النبوي
روى عن:
- عبد الله بن مالك بن بحينة
- أبي هريرة
- عبد الرحمن بن عبد القاري[4]
- أبي سعيد الخدري
- أبي سلمة بن عبد الرحمن
- عمير مولى ابن عباس[1]
- أسيد بن رافع بن خديج
- أشعث بن إسحاق بن سعد بن أبي وقاص
- حميد بن عبد الرحمن بن عوف
- السائب بن يزيد
- سليمان بن عريب
- سليمان بن يسار
- عبد الله بن عباس
- عبد الله بن كعب بن مالك
- عبد الرحمن بن أبي عمرة الأنصاري
- عبد الملك بن المغيرة بن نوفل
- عبيد الله بن أبي رافع
- علي زين العابدين
- كثير بن العباس
- محمد بن أسامة بن زيد
- محمد الباقر
- محمد بن مسلمة
- مروان بن الحكم
- معاوية بن أبي سفيان
- معاوية بن عبد الله بن جعفر
- ناعم مولى أم سلمة
- أبي عبيدة بن عبد الله بن زمعة بن الأسود
- ضباعة بنت الزبير[2]

- روى عنه: ابن شهاب الزهري وأبو الزناد وصالح بن كيسان ويحيى بن سعيد الأنصاري وعبد الله بن لهيعة[1] وأسيد بن يزيد المديني وأيوب السختياني وجعفر بن ربيعة والحارث بن عبد الرحمن بن أبي ذباب والحسن بن علي الهاشمي النوفلي والحكم بن مسلم السالمي وداود بن الحصين وربيعة الرأي وزيد بن أسلم وسعد بن إبراهيم الزهري وأبو شجاع سعيد بن يزيد القتباني المصري وسليمان بن مهران الأعمش وصفوان بن سليم وعبد الله بن الحسن المثنى وعبد الله بن سعيد بن أبي هند وعبد الله بن عياش بن عباس القتباني وعبد الله بن الفضل الهاشمي وعبد ربه بن سعيد الأنصاري وعبد الرحمن بن البيلماني وعبيد الله بن أبي جعفر وعثمان بن حكيم الأنصاري وعثمان بن محمد الأخنسي وعكرمة بن عبد الرحمن المخزومي وعلقمة بن أبي علقمة وعمر بن أبي بكر بن عبد الرحمن بن الحارث بن هشام المخزومي وعمرو بن أبي عمرو مولى المطلب والفضل بن الفضل المديني ومحرز بن هارون التيمي وابن إسحاق ومحمد بن عبد الرحمن بن سعد بن زرارة ومحمد بن عجلان ومحمد بن عمرو بن علقمة وأبو الزبير المكي ومحمد بن يحيى بن حبان وموسى بن عقبة وهارون بن هارون التيمي ويحيى بن أبي كثير ويعقوب بن أبي سلمة الماجشون.[2]
- الجرح والتعديل: ذكره ابن سعد في الطبقة الثانية من أهل المدينة،[2] وقال: «كان ثقة، كثير الحديث»،[4] وقد وثّقه علي بن المديني والعجلي وأبو زرعة الرازي وابن خراش، كما روى له الجماعة.[3] قال البخاري:[5] | عبد الرحمن بن هرمز | أصح الأسانيد كلها: مالك، عن نافع، عن ابن عمر. وأصح أسانيد أبي هريرة: أبو الزناد، عن الأعرج، عن أبي هريرة. | عبد الرحمن بن هرمز |